# Lancia
Ланча (итал. Lancia Automobiles SpA) је италијански произвођач аутомобила који је основао Винченцо Ланча 1906. године у граду Торино. Компанија има врло дугу традицију производње луксузних модела и велике успехе у рели вожњи. 1960. године постаје члан Фијат групе. Компанија је затворена 1986. године зајдено са Алфом, како би се формирао нови погон Алфа-Ланча индустрија (итал. Alfa-Lancia Industriale SpA) која је касније такође повучена и преузета под окриље Фијат компаније 2007. године. При целокупној реорганизацији италијанске индустрије аутомобила формирано је одељење са првобитним називом (итал. Lancia Automobiles SpA) као део групе (итал. Fiat Group Automobiles SpA). Модерни Ланча аутомобили представљају луксузну алтернативу Фијатовим и Алфиним возилима са којима дели платформу и агрегате. Заштитни знак фирме је употреба грчког алфабета у називима модела.

## Историјат
Ланча је основана 29. новембра 1906. у граду Торину у Италији, а оснивачи су Винченцо Ланча и Клаудио Фоголин, обојица Фијатови рели возачи. Први Ланча аутомобил се звао “типо 51”, касније назван Ланча алфа која је имала дугу традицију. Направљен је 1907. са датумом производње у 1908. години. Ова кола су имала мотор са 4 цилиндра који је развијао 58 КС. Ланча је позната у свету аутомобилизма по многим иновацијама. Ланчији можемо бити захвални на многим изумима који се и после целог века примењују у модерном концепту у индустрији аутомобила. 1913. године модел Ланча тета је први аутомобил у Европи, који је имао комплетан електрични систем као део стандардне опреме. Први аутомобили са самоносећим телом (без шасије) су биле Ланче произведене од 1922. до 1931. године, а по угледу на тадашње авионе. Сва модерна данашња огибљења су заснована на изуму који је овде први пут примењен, то су биле опруге са хидрауличним амортизером. Она је изумитељ и првог петобрзинског мењача 1948. године, као и првих В мотора В6 1950. у аурелији, а касније и В8, В12 и на крају В4. Независно огибљење (суспензија) на сва 4 точка је наравно Ланчин изум.
Хронологија производње Ланча аутомобила:
- 1907. године “типо 51” касније Ланча алфа, први произведени модел Ланча аутомобила.
- 1913. године представљен је модел Ланча тета која је била први аутомобил у Европи са уграђеним електрични систем као делом стандардне опреме.

- У ближој прошлости у 1986. Ланча је представила модел Ланча делта која је у своје време била један од најбољих аутомобила на светским рели првенствима.
- 1990. године Ланча се окреће производњи већих и савременијих аутомобила. Тада је изашла Ланча дедра са интеркулером, буст-драјвом и туропуњачем.
- Четири године касније 1994. представљена је Ланча капа са мотором од 5 цилиндра верзије (два бензинска и два турбо-дизелска).
- 1995. излази мали аутомобил Ланча ипсилон, који је својим изгледом био намењен купцима женског пола. Премијеру је имао 1995. године у Женеви, a замишљен је као природни наследник успешног А112. Првобитно се производио под именом Аутобијанки Y10 и под тим именом је уведен на италијанско тржиште, док је за европско тржиште излазио под именом Ланча Y10.
- 1996. године на сцену излази Ланча капа у спортској верзији која је имала нови пнеуматски састав.

## Ланча у ауто спортовима
Кроз историју компанија је позната по значајним успесима на рели такмичењима. Посебно су познати модели Ланча делта са којима је компанија овојила светски рели шампионат (ВРЦ) 6 година узастопно (1987-1992). Такође су освајали шампионате са моделима Ланча фулвија (1972), Ланча стратос (1974, 1975, 1976) и Ланча 037 (1983).

### Формула 1
Након што је син Винченца Ланче преузео фирму, он је све више узимао учешћа у мото-спортовима и одлучио је да направи модел аутомобила за гран при. Виторио Јано је нови дизајнер фирме Ланча, а његов модел Ланча Д50 учествује на Гранд прију у Шпанији 1954. године где Алберто Аскари узима пол позицију и вози најбржи круг. На Великој награди Монака, Аскари је пао у луку тако што је промашио кривину у шикани. Недељу дана касније Аскари је погинуо у несрећи возећи Фераријев модел на трци у Монци. Његовом смрћу и због финансијских проблема Ланча се повукла са Гран при трка. Све укупно, Ланча је на овим такмичењима остварила две победе и десет подијума. Ланчијин тим је пребачен на тим Скудерија Ферари, са којим је Хуан Мануел Фанђо победио на шампионату 1956. године са Ланча-Ферари аутомобилом.

### Рели
Ланча је имала великих успеха у Мото-спорту током дугог низа година, а углавном у рели тркама. Пре формирања светског првенства у релију, Ланча је остварила победу у конкуренцији конструктора на Међународном првенству 1972. године са моделом Ланча фулвија. Након оснивања светског шампионата, популарно названог "WRC", Ланча постаје статистички гледано најуспешнија екипа (све до повлачења са трка 1993. године). Освајала је титуле најбољих конструктора са моделима Ланча стратос (1974, 1975 и 1976), затим Ланча 037 1983. године и Ланчом делта од 1987. до 1992. (6 година узастопно). Делта је тиме најуспешнији поједини модел икада на овом такмичењу од оснивања.
Јуха Канкунен и Мики Биасон су обојица освојили две титуле најбољег возача са Делтом. Међу осталим возачима који су освојили Светска првенстава у релију са Ланчом су Марку Ален, Дидије Ауриол, Сандром Мунари, Бернар Дарниш, Валтер Рор, Бјерн Валдегард и Анри Тоивонен. У историју овог бренда у окупљањима на рели тркама записане су и трагедије, са смртним исходима италијанског возача Атилиа Бетеге на Релју Корзика 1985. са моделом Ланча 037, а затим финског фаворита Тоивонен у Ланчи делта С4 на истом такмичењу тачно годину дана касније. Те смрти ће на крају довести до укидања такмичења у Групи Б.

### Трке спортских аута
Током доминације Ланче у Релију, компанија је узела учешће и у тркама спортских аутомобила каснијих 1970-их па све до средине 1980-их. Први модел који се такмичио је био Ланча стратос HF у групи 4, као и кратко учешће са верзијом за Групу 5. Овај модел је касније заменио модел Ланча монте карло - турбо. Тим је имао успеха па је напредовао у Групу 6 са моделом Ланча ЛЦ1 спајдер, коме је следио ЛЦ2 купе у Групи Ц са Фераријевим мотором у сезони 1983. ЛЦ2 модел је поставио тадашње стандарде у смислу сирове брзине, модел је успео да се избори за 13 пол позиција, међутим, његови резултати су били спутани лошом поузданошћу и економичношћу потрошње горива, па је успео да победи на само три Европска и Светска шампионата у конкуренцији издржљивости. Ланчин тим спортских аута није могао да се такмичи против тада доминантних Поршеових модела 956 и 962, што је довело до пада овог сектора. Од 1986. године Ланча се фокусира на Рели првенства тако да се само приватни тимови настављају такмичити са моделом ЛЦ2 све од 1990. године.

## Модели

### Период 1907 — 1918.
- Ланча алфа - Alfa-12HP
- Ланча диалфа - Dialfa-18HP
- Ланча бета - Beta-15/20HP
- Ланча делта - Delta-20/30HP
- Ланча епсилон - Epsilon
- Ланча ета - Eta-30/50HP
- Ланча гама - Gamma-20HP
- Ланча тета - Theta-35HP (1913-1918)
- Ланча зета - Zeta-12/15HP (1912-1916)

### Период 1918 — 1945.
- Ланча априља - Aprilia (1930-1948)
  - Априља спорт из 1930. - први модел из ове серије, настао као идеална реконструкција модела од чије продукције није остао ни један примерак. Посла се прихватио наследник фирме ЗАГАТО и према преосталим фотографијама начинио идеалну копију овог возила.
  - Априља берлина из 1933. - предратна продукција, са изразитом маркетиншком нотом аутомобила „нове епохе“ за ондашње прилике у земљи.
  - Априља астура из 1933. - возило конципирано за холивудске услове.
  - Ланча априља из 1940. - невероватан дизајн возила за оно време, које би комотно могло да се пореди са ексклузивним возилима после 50-их година двадесетог века.
  - Ланча астура - Astura (1931-1939), наменски прављено возило, за репрезентативне сврхе са типичном нотом да се видно истакне напредак италијанске техниологије у односу на немачку.
  - Ланча ардеа - Ardea (1939-1953), побољшана и луксузна верзија априља берлине из 1933.
- Ланча артена - Artena (1931-1943)
- Ланча августа - Augusta (1932-1937)
- Ланча диламбда - Dilambda (1928-1938)
- Ланча капа - Kappa
- Ланча дикапа - Dikappa
- Ланча ламбда - Lambda (1922-1931)
- Ланча трикапа - Trikappa

### Период 1945 — 1980.
- Ланча апија - Appia (1953-1963)
  - Апија  Загато 1959 - револуционарна појава аеродинамичних фарова и облика каросерије која ће дуго времена после бити реплицирана од стране других произвођача.
- Ланча аурелија - Aurelia (1950-1958)
  - Аурелија 1950. - обнова и изградња – поново једно квалитетно возило за породичне потребе „боље стојећих Италијана“.
  - Аурелија Б52 1952. - спортски купе који је представљао наговештај сарадње са Фераријем.
  - Аурелија Б52 Купе Бертоне - излазак Ланче на рели Монте Карло.
  - Аурелија Б24 1956 - аутомобил који данас постиже цену на тржинту од 250.000 евра. Има их неколико у изванредном стању. Поред Брижит Бардо и Рожера Вадима, и Софија Лорен се радо возила у овим колима.
- Ланча A!!2 - A!!2 из 1966. године, је један од најквалитетнијих производа настао преузимањем Аутобјанкија – постао је узор свим потоњим моделима са троја врата.

- Ланча бета - Beta (1972-1984), овај ауто је са тужном судбином. Иако још не сасвим у Фијату, Ланча прихвата пословни аранжман са СССР-ом око испоруке лимова за возила. Нажалост, италијански стандарди са дебљином од 0.3 нису могли да издрже руске од 0.7, па је и утицај корозије на ове лимове био два и по пута већи. Возило је доживело неуспех на Енглеском тржишту, уз здушну помоћ Немачких произвођача.
- Ланча бета 2 - верзија 2 из 1981. године. Ова рестилизована бета, са троја врата, можда један од најлепших Ланчиних примерака, безуспешно је покушавао да се врати на тржиште. Искуства са истоименим моделом старијим 11 година била су погубна.
- D20
- D23/D24
- D25

- Ланча – Ферари Д45, Д50 - D50, са овим моделом је освојен шампионат Ф1, чувени Аскари погинуо је у овим колима. После тог догађаја, међусобно пребацујући кривицу једни на друге, Ланча се повлачи из овог такмичења.
- Ланча фламинија из 1957. - Flaminia, папско и репрезентативно возило италијанске владе и италијанске дипломатије. Производили су се и у верзијама конвертибл, купе, кабриолет. Возио их чувени Марчело Мастројани.
- Ланча Фламинија - ЛОРАИМО из 1960, фабрика је допустила себи луксуз да на тржиште избаци потпуно нову конципирану каросерију спортског аутомобила.

- Ланча флавија - Flavia 1960, ренесанса овог бренда, извоз широм Европе, наговештај доминације италијанских возила.
- Ланча фулвија - Fulvia (1963-1976)
  - Ланча фулвија - БЕРЛИНА 1961, један од најквалитетнијих и најскупљих аутомобила те епохе. Упркос веома високој цени, продаја је била невероватна.
  - Ланча фулвија - HF 1961, поред изванредних возних способности за свакодневну употребу, возило је било спремано и за спортска такмичења. Још увек се памте окршаји овог возила са Алфом ГТА на Ушћу.
  - Ланча фулвија - Dunja 1971.
- Ланча 2000
- Ланча гама - Gamma (1976-1984), модел који је први пут произведен 1976. године, можда и најрепрезентативнији за оно време, а возио га је Енцо Ферари у својим позним годинама.
- Ланча монте карло - Monte Carlo/Lancia Scorpion (1974-1981)
- Ланча стратос - Stratos HF (1974-1975)

### Период 1980 — 2009.
- Ланча делта - Delta (1979-1994), најуспешнији модел Ланчиних аутомобила и најпознатији представник. Типичан пример Ланче. Квалитетан до најмањег детаља, са фантастичним моторима, царовао је уз помоћ финских возача годинама европском Рели сценом.
- Ланча делта С4 - Delta S4
- Ланча делта из 1991. године. После укидања класе у којој се такмичила стара ДЕЛТА, појавила се и ДЕЛТА друге генерације, са не толико израженим спортским аспирацијама. Фабрика је увелико била у власништву Фијата, па се и примећују сличности са Фијат браво, БРАВА концептом. Платформа ТИПО.
- Ланча дедра - Dedra (1989-1999), настала додавањем задњег дела делти друге генерације, са комплетним асортиманом мотора које је користила Делта. Производила се и у караван варијанти.
- Ланча капа - Kappa (1994-2001), једно од најлуксузнијих италијанских возила тог периода са палетом снажних мотора и данас задовољава најзахтевније возаче. Производила се и у караван варијанти.

- Ланча либра - Lybra из 1999. године, конципиран као „смирена“ верзија аутомобила године, Алфе 156, производила се 6.5 година. Представљала је компромис луксузног аутомобила, снаге и возила којиме је лако управљати и градом. Нарочито успешна је била караван варијанта која је компензовала унутрашњи простор лимузине. Нова реплика тог возила производи се у Кини са ознаком Зотје Либра.
- LC1
- LC2
- Ланча призма - Prisma (1982-1990)
- Ланча тема - Thema (1984-1994), конструктивно заједнички концепт Фијата, Ланче, Саба и донекле Алфе. Исти доњи построј – слични мотори. Примерак Ланче опремљен је (опционо) Фераријевим мотором (832б), са осам цилиндара, 32 вентила и застрашујућим возним особинама за то доба.

- Ланча треви - Trevi
- Y10 (1984-1995)
- Ланча ипсилон - Ypsilon
- Ланча зета - Zeta
- Ланча 037 - 037/Lancia Rally
- Ланча тезис - Thesis

## Ланча као део Фијата
Можда би требало истаћи да је фабрика од почетка имала слабу профитну стопу, с обзиром на инсистирању на квалитету по сваку цену, без обзира на величину и класу одређеног модела. Моментом ступања у брак из рачуна са Фијатом, смисао је био да се профитна стопа Ланче подигне, тако што би Фијат своју технологију уступао Ланчи, а Ланча брендирала Фијат са синонимом за квалитет и поузданост. Ланча је постала део Фијата 1969. године. После великог пада продаје крајем 70-их и почетком 80-их, тек крајем 90-их година и појавом Алфе 156, Фијата панде и пунта, улагањима Фијата у Азијско тржиште (углавном Кина) и великом експанзијом мареа, браво и браве возила у Јужној Америци и Ланча се враћа на место које јој припада са моделима ипсилон, капа, а касније и либра.

## Нови модели Ланче

### Ланча ипсилон
Најмањи и зачуђујуће најпродаванији Ланчијин модел заснован на платформи Фијат пунта, Ланча ипсилон. Може се третирати као “најмањи луксузни ауто на свету”. Производи се од 1992. са значајним изменама изгледа 1995, 1997, 2004 и 2007. године. Посебно је атрактивна и тражена МОМО верзија ипсилона, са још безброј модификација од других студија спорт и других варијанти.

### Ланча муса
Моноволумен или (миниван) модел који је за превоз више људи којима је комфор на првом месту. Иначе ово је први миниван који има зонску контролу климе за сваки ред седишта.

### Ланча федра
Ланча федра еурован нова класа возила у Европи заједнички напор ПСА групе и Фијата. Са којима и дели заједничку платформу агрегате и већину делова што је иначе и био циљ ове две групе.

### Ланча тезис
Перјаница у ексклузивном сегменту италијанских возила. Производила се од 2002. године до 2008. године. Сада се прави само по наруџбини. Званично возило италијанске владе и многих дипломатских представништва широм света.

### Ланча делта
Наследница по имену али не и по темпераменту славне HP делте из 80-их и почетком 90-их година. Нова Ланча представљена 2007, а почела са продајом 2008. године. Аргето Оро и Платино три пакета опреме. Први Европски модел са полуаутматским паркирањем (без учешћа возача приликом управљања).